# 绥远城将军衙署
绥远城将军衙署，位于中国内蒙古自治区首府呼和浩特市新城区，是清朝绥远城驻防军事首领绥远城将军的府衙。现为国家二级博物馆。

## 历史

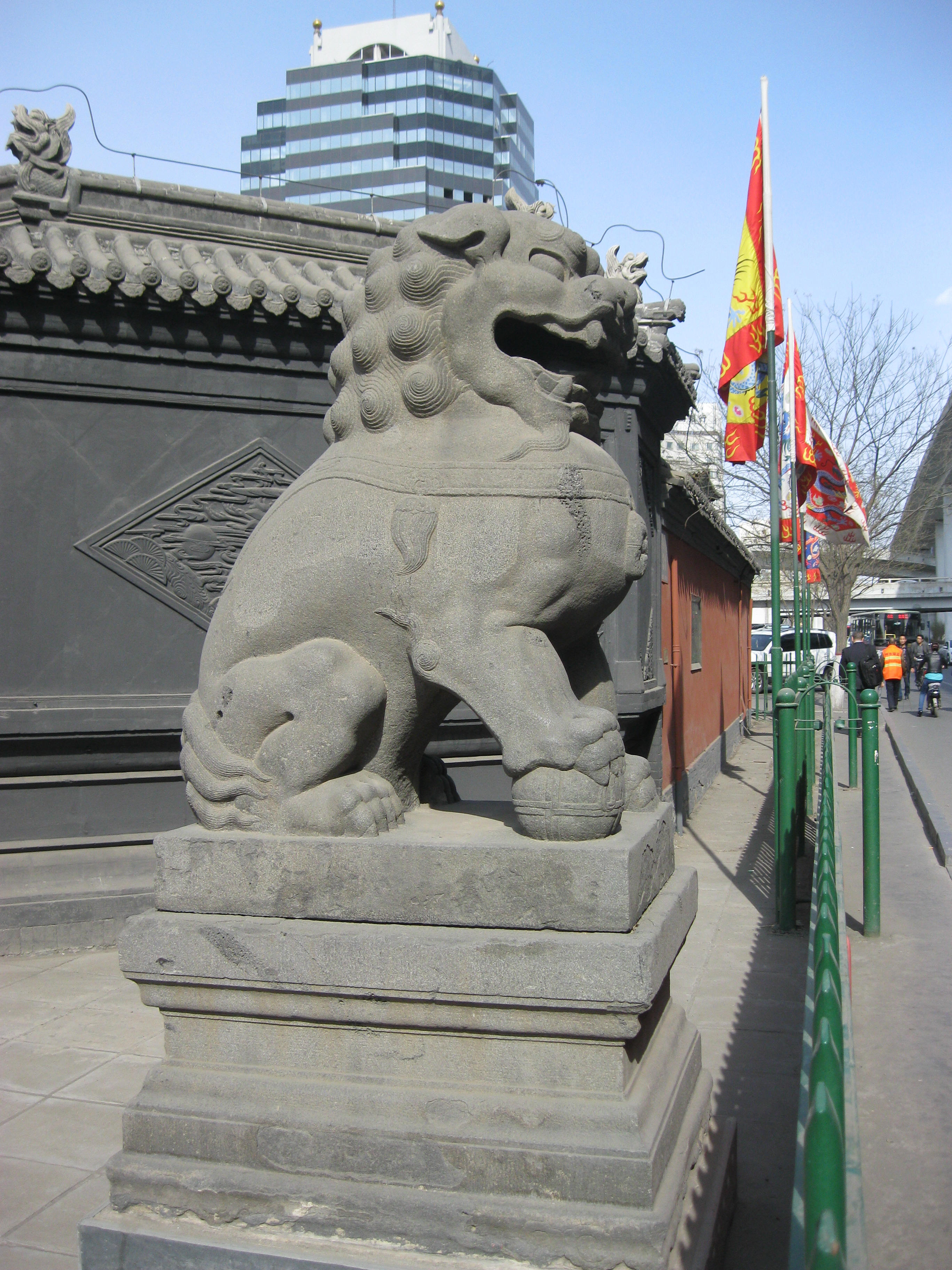
新华大街从石狮子前擦身而过

清朝雍正年间，清廷为了进击漠西蒙古准噶尔汗国及控制内蒙古西部的蒙古诸部，在雍正十三年（1735年），决定在内蒙古、外蒙古分别修建一座新城，用以屯驻军队防御准噶尔。其中在内蒙古归化城土默特东北五里处建绥远城。 
乾隆二年（1737年），驻守山西右卫的建威将军旺昌奉旨改驻绥远城，改称“绥远城将军”。其府衙即绥远城将军衙署。到1909年之前，清廷的绥远城将军共78任，均在此管理驻扎。清朝最后一位绥远城将军是宣统末年的堃岫。
民国元年（1912年）10月，张绍曾被中华民国任命署绥远城将军，仍驻将军衙署，并且改清朝的“绥远城将军衙署”为“绥远城将军府”。民国三年（1914年），绥远城将军改为绥远都统，绥远城将军府改名“绥远都统公署”。民国十七年（1928年），改为“绥远临时区政府”。民国十八年（1929年），國民政府设置绥远省，衙署改由绥远省政府占用。

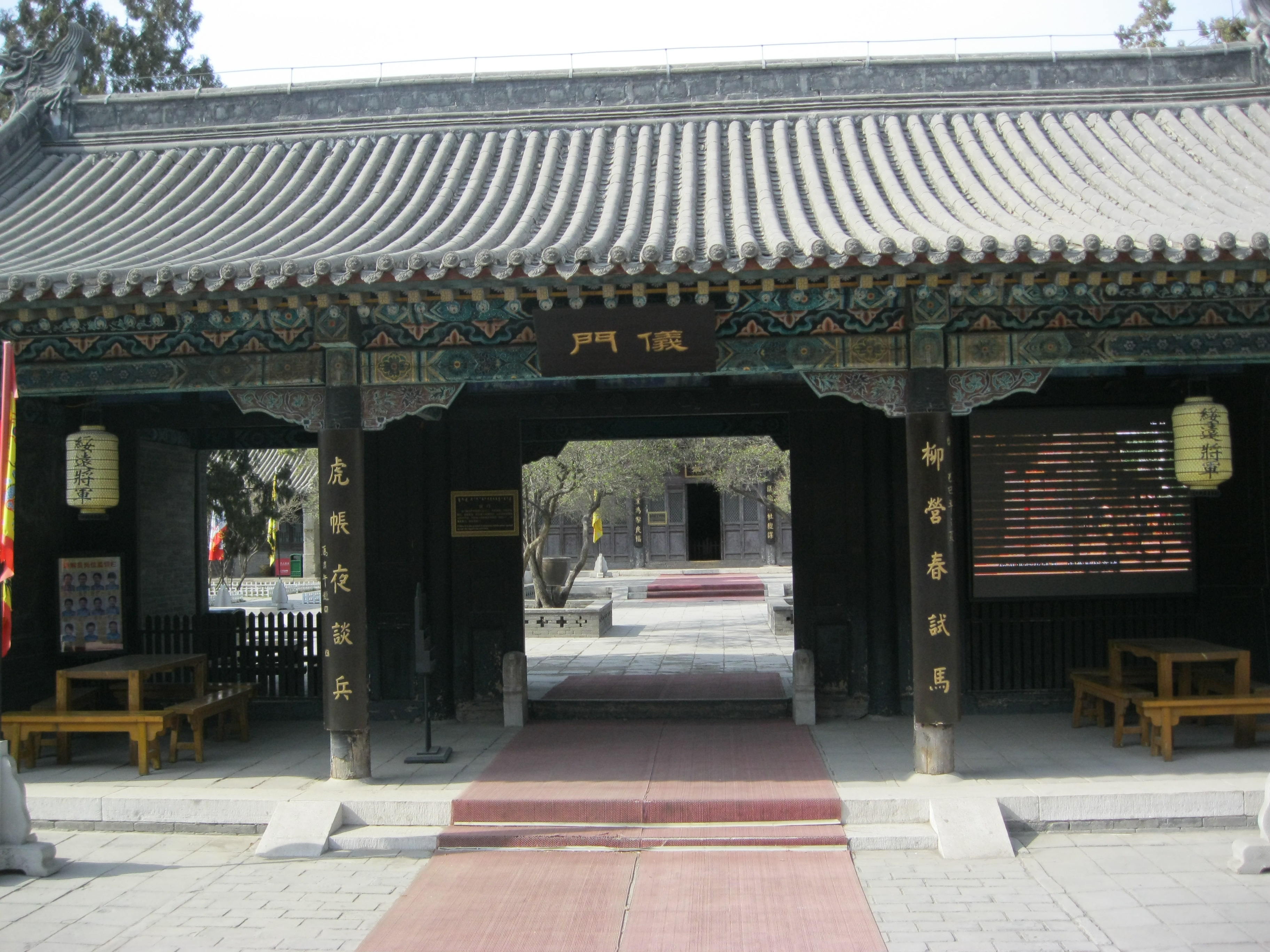
仪门

1937年，日本扶植的德穆楚克栋鲁普“蒙古联盟自治政府”军队占据绥远，衙署为该政权属下的“巴彦塔拉盟公署”占用。后来，衙署又被“蒙疆联合自治政府”作為辦公場所。
1945年，日本投降，绥远省政府回迁至该衙署。1949年9月19日，國民黨任命的绥远省政府主席董其武在傅作义的影响下宣布起义，绥远和平解放。其后，绥远省人民政府及内蒙古自治区人民政府在此办公，乌兰夫为主席。

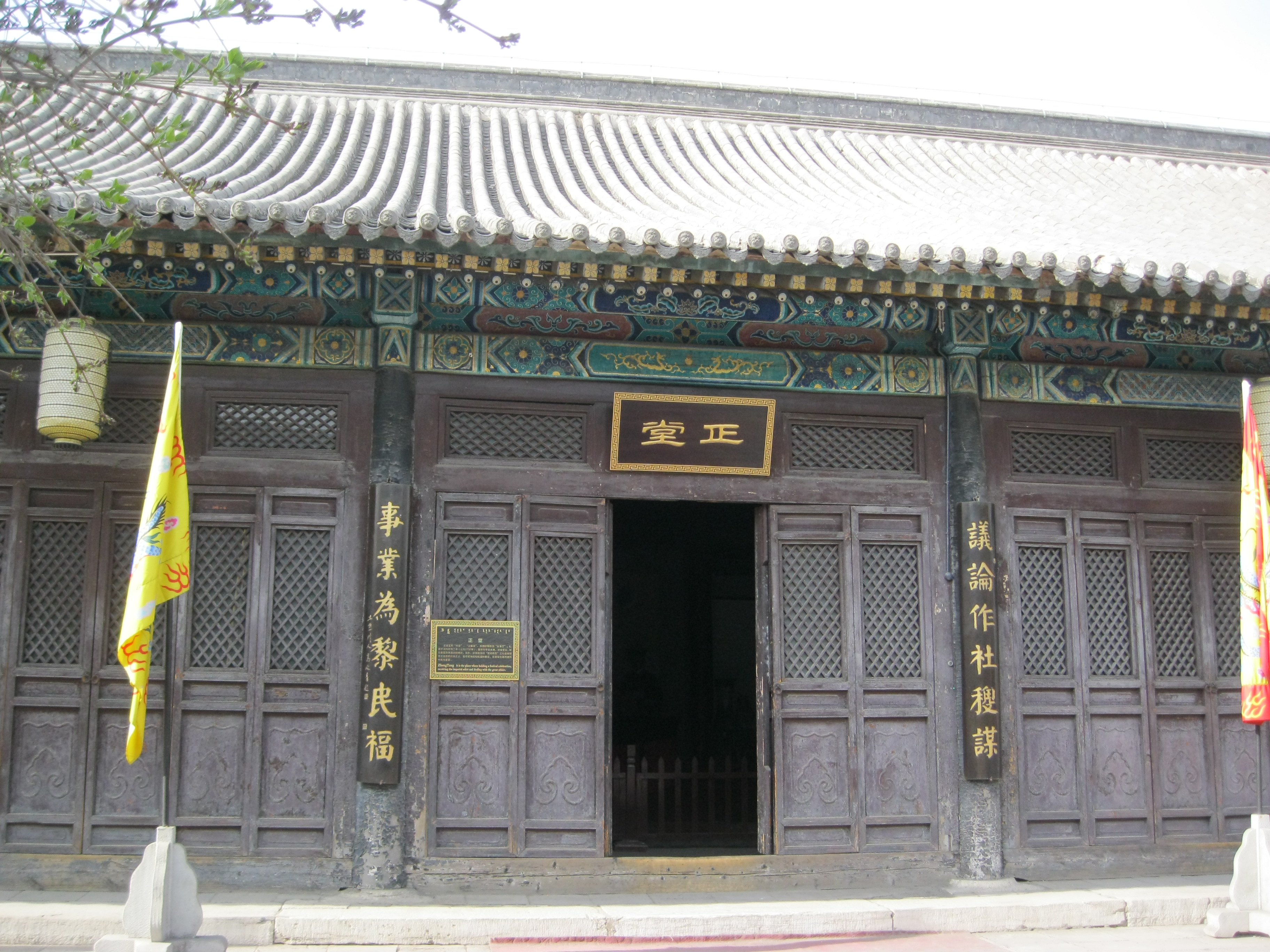
正堂

1959年，在苏联专家的建议下，衙署附近的鼓楼和绥远北门因为交通原因被拆毁，衙署得以幸免。这个地区被一些呼和浩特人称为“鼓楼”就是因为被拆毁的位于衙署西面路口的鼓楼。
1954年，衙署成为内蒙古自治区高级人民法院及内蒙古自治区人民检察院办公处所，直到1983年陆续迁出。但将军衙署西跨院未被收回。直到2007年5月17日，西跨院最终被移交给将军衙署博物院管理。
1985年起，衙署为内蒙古文物考古研究所办公使用。1985年，将军衙署古建筑群作为“清代将军衙署旧址”被内蒙古自治区人民政府列为第二批内蒙古自治区文物保护单位。1992年，经内蒙古自治区人民政府批准，内蒙古自治区书画院暨内蒙古清·将军衙署博物院成立。1997年，内蒙古清・将军衙署博物院划归内蒙古博物馆管理。2002年，内蒙古清・将军衙署博物院划归内蒙古文物交流中心管理，将军衙署获得整修。2003年6月，内蒙古清・将军衙署博物院正式对社会开放。到2006年底，该博物院已发展到馆藏文物7000余件、展陈面积2000余平方米、展厅11个。2004年，内蒙古清・将军衙署博物院被内蒙古自治区人民政府确定为内蒙古自治区4个重点博物馆之一。2006年5月25日，将军衙署与其东北数百米之外的残存的一段绥远城城墙作为“绥远城墙和将军衙署”合并公布为第六批全国重点文物保护单位。同年，内蒙古清・将军衙署博物院被中华人民共和国文化部评为“公共文化设施管理先进单位”。2007年，又被中华人民共和国文化部授予“全国文化遗产保护工作先进集体”称号。2007年6月8日，内蒙古文物交流中心与内蒙古清・将军衙署博物院合并，更名为“内蒙古将军衙署博物院”。

## 建筑

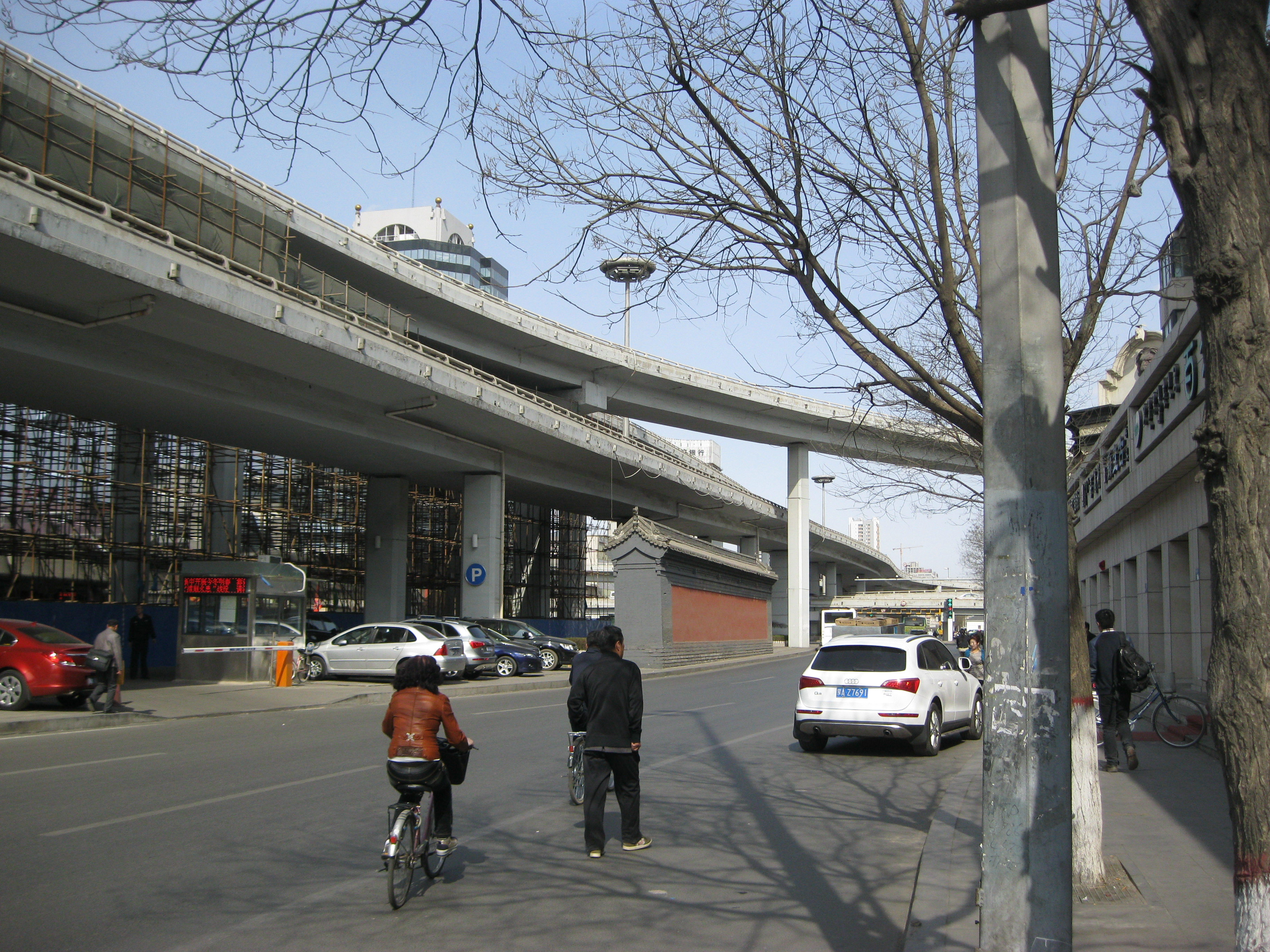
立交桥下的影壁

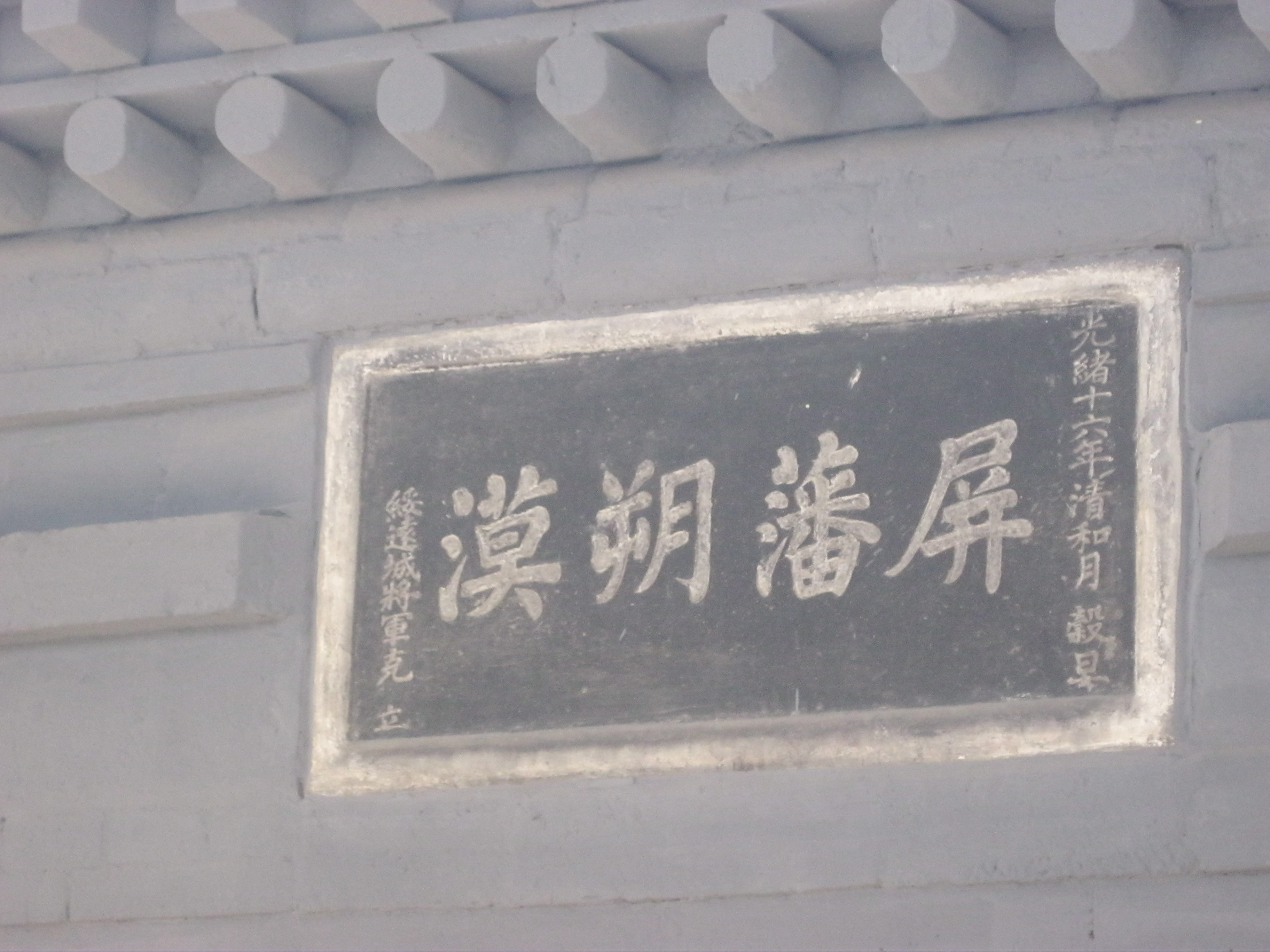
影壁上的题字

绥远将军衙署位于新城区哲里木路和新华大街相交的鼓楼立交桥西北，绥远城中轴线上，建筑面南背北。衙署建筑多为悬山式和硬山式。从南至北分别排列着照壁、府门、仪门、大堂、二堂、三堂，共五进院落，两侧有厢房和耳房。
绥远城将军衙署门前，有一座长29米，高4米，厚1.5米的照壁（影壁），使用大青城砖砌成。照壁正中镶有“屏藩朔漠”四字横匾一方，此匾长150厘米，宽70厘米，匾正中为四个楷书大字“屏藩朔漠”，上款为“光绪十六年清和月 榖旦”，下款为“绥远城将军克 立”，匾为青石制成，涂有墨色，字涂白粉。该匾是绥远城将军克蒙额于清朝光绪十六年（1890年）题写。在1980年代之前，新华大街从照壁和府门前穿过。道路改造之后，照壁成了新华大街路中央的隔离墙。21世纪，鼓楼立交桥从照壁上跨过。
府门口当街有两座石狮子，因为门前的道路建设被推挤到了府门前，石狮子前不足一尺就是新华大街。
府门上有牌匾“漠南第一府”。穿过府门第一进院落后面是仪门。仪门平时关闭，只有在新将军到任、迎接圣旨、重大庆典、贵宾来访等时候才使用。平时大家都走两侧。仪门的北面是大堂、二堂、三堂。
仪门和大堂（正堂）之间第二进东面厢房是折房（起草公文、奏折的场所），西面厢房是回事处（文秘处，处理往来文件编辑造册的场所）。正堂又称“公廉堂”，是将军举行庆典、迎接圣旨、就职的场所，是将军衙署中最重要的建筑。正堂的东西耳房分别为印房和官房（行使将军指令的机构，由笔帖式等官员兼职）。
二堂又名“退思堂”、“思补堂”，是将军日常办公的地方。二堂的东西耳房分别为客厅和箭亭（绥远军事事务的机构，由“枪箭营官”负责）。
二、三堂之间的第四进院落东西设有厢房。三堂是民国时的建筑，设有绥远在董其武、傅作义的影响下“和平解放”（即政权和平过渡给共产党）历史图片展览的“绥远九一九起义纪念馆”。三堂北面本来还有一进，但建筑已毁，尚未重建，衙署参观到三堂为止。